# Protonemura corsicana
Protonemura corsicana är en bäcksländeart som först beskrevs av Morton 1930.  Protonemura corsicana ingår i släktet Protonemura och familjen kryssbäcksländor. Inga underarter finns listade i Catalogue of Life.